# Тугаево (Бураевский район)
Тугаево (баш. Туғай) — деревня в Бураевском районе Республики Башкортостан Российской Федерации. Входит в состав Кушманаковского сельсовета.

## География

### Географическое положение
Расстояние до:
- районного центра (Бураево): 4 км,
- центра сельсовета (Кушманаково): 6 км,
- ближайшей ж/д станции (Янаул): 72 км.

## Население
| 2002 | 2009 | 2010 |
| ---- | ---- | ---- |
| 267  | ↘235 | ↘229 |

Преобладающая национальность, согласно переписи 2002 года — башкиры (84 %).